# Kłowśka
Kłowśka (ukr. Кловська) – jedna ze stacji kijowskiego metra na linii Syrećko-Peczerśka. Została otwarta 31 grudnia 1989. 
W momencie wybudowania była stacją końcową, aż do przedłużenia linii w 1991. Oryginalnie nazwa stacji brzmiała Miecznikowa, na cześć znanego rosyjskiego biologa Ilji Miecznikowa.